# Insigne collegiata parrocchiale di Santa Maria Maggiore
La Insigne Collegiata Parrocchiale di Santa Maria Maggiore è il principale luogo di culto cattolico di Guglionesi, in provincia di Campobasso e diocesi di Termoli-Larino; fa parte della zona pastorale di Montenero-Castelmauro.
È situata in piazza XXIV Maggio.

## Storia
Non è certa la data di costruzione originale dell'edificio, anche se è probabile che abbia avuto luogo nell'XI secolo a seguito di un voto fatto alla Madonna da parte del condottiero normanno Roberto d'Altavilla detto il Guiscardo, i cui uomini avevano conquistato la zona nel 1060.
Secondo la tradizione una data importante nella storia della collegiata è la notte tra il 2 e il 3 giugno 1102, quando vi furono traslate le spoglie di Sant'Adamo Abate, che da quel momento divenne patrono di Guglionesi.
Poco più di un secolo dopo la sua costruzione, nel 1187, la chiesa al tempo dedicata a San Pietro subì un restauro per scongiurare il rischio di crolli e ricevette una rendita da parte del comune. Un diploma del 20 novembre 1195 testimonia che la regina Costanza Chiaramonte di Napoli concesse alla chiesa un giuspatronato, che rimase in vigore fino al 1213.
Nel 1746 l'edificio subì un ulteriore importante restauro che si protrasse per 50 anni, riaprendo al culto solo nel 1796. In tale occasione la chiesa ricevette la sistemazione tardo-barocca visibile al giorno d'oggi e ne venne anche modificato l'orientamento.
Nuovi lavori di consolidamento hanno avuto luogo tra il 2013 e il 2014.

## Descrizione

### L'esterno
La chiesa, che complessivamente misura 36 metri di lunghezza per 19 di larghezza, presenta un impianto a croce latina con il braccio perpendicolare alle navate poco sviluppato. Nel punto di incontro dei due bracci della croce non vi è una cupola ma una semplice calotta. Lungo il prospetto laterale destro, rivolto ad ovest, è possibile notare le tre absidi semicircolari della parte posteriore della chiesa originale.
La facciata in stile barocco, risalente al restauro del 1746, è rivolta a nord ed è divisa in tre sezioni da paraste a sezione mistilinea. I due portoni laterali, più piccoli, sono sovrastati da una finestra quadrilobata. Il portale centrale, molto più grande, presenta un elegante sovrapporta in stile barocco con una nicchia e sormontato dallo stemma della città. La parte superiore della sezione centrale della facciata è più recente ed è stata completata nel 1954. E' conclusa da un timpano al centro del quale è stato installato un orologio, al di sotto del quale si trova un'ampia finestra di forma rettangolare.
Addossato all'estremità destra della facciata si trova il campanile a pianta quadrata, costituito da quattro ordini sovrapposti di stile barocco. L'ultimo ordine presenta una muratura più regolare ed è sovrastato da una guglia piramidale più recente con struttura in ferro e rivestimento in mattoni.

### L'interno

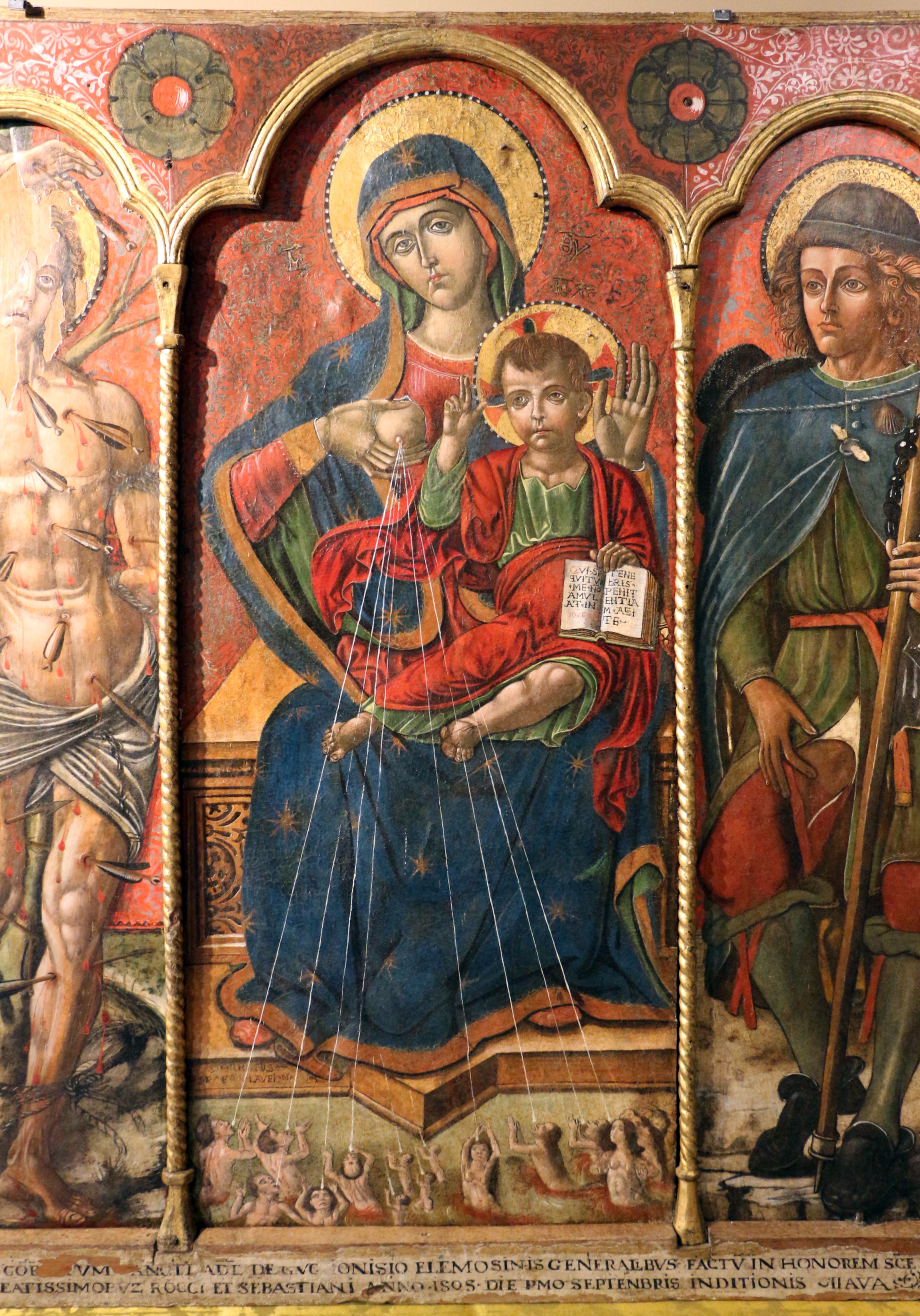
Trittico della Collegiata (1510) di Michele Greco da Valona: la Madonna delle Grazie tra San Sebastiano e San Rocco

L'interno della chiesa è diviso in tre navate decorate da stucchi, realizzate durante il restauro settecentesco quando fu anche modificato l'orientamento dell'edificio. La divisione in navate è scandita da campate sorrette da robusti pilastri, tra i quali si trovano arcate di altezze differenti.
La navata centrale termina con un'abside semicircolare, davanti alla quale si trova l'altare maggiore sormontato da una tavola raffigurante l'Assunta risalente al 1572 e donata alla collegiata dall'allora vescovo di Termoli Cesare Ferrante. L'opera, di un artista della scuola di Marco dal Pino, è la copia di un dipinto del maestro senese conservato a Napoli nella chiesa dei Santi Severino e Sossio.
Tra le altre opere presenti è possibile citare un secondo altare con una tavola rafficurante l'Ultima Cena dipinta nel 1795 dal pittore napoletano Ferdinando Castiglia, l'altare dedicato a Sant'Adamo Abate patrono di Guglionesi con una grande tela che rappresenta Sant'Adamo in estasi realizzata da Pietro Bardellino nel 1786, il trittico cinquecentesco di Michele Greco da Valona raffigurante la Madonna delle Grazie tra San Sebastiano e San Rocco, il coro e il pulpito in legno, una icona cinquecentesca della Madonna Assunta e una statua in argento di 33 kg raffigurante Sant'Adamo realizzata nel 1886.

### La cripta
Dell'edificio più antico si conserva una cripta sostenuta da arcate a tutto sesto su colonne.
La cripta, insieme alla zona absidale, è quanto rimane dell'antica chiesa di San Pietro e costituisce l'elemento più antico e interessante della Collegiata; situata all'altezza delle tre absidi esterne, risale al XII secolo: è suddivisa in piccole campate da colonnine circolari. Degli affreschi cinquecenteschi, opera di un artista locale, che la decoravano interamente ne restano sulle volte solo due con scene dell'Antico Testamento (Diluvio, Arca di Noè, Torre di Babele). Altre scene con episodi del libro della Genesi, ritenute dello stesso autore, sono raffigurate nella volta di un locale adiacente alla cripta, entro i riquadri di un finto soffitto a cassettoni (Dio Padre, Creazione di Eva, Peccato originale, Cacciata dal Paradiso terrestre, Sacrificio di Caino e Abele). La cripta, accessibile dalla navata di destra, conserva le reliquie di Sant'Adamo, protettore di Guglionesi, la cui vita è raffigurata in un ciclo di affreschi del 1587, di stampo manierista. Vi è una pala d'altare del 1740, in legno dorato, raffigurante l' "Estasi di Sant'Adamo" sullo sfondo di una Guglionesi medievale, mentre presso l'altare si trova la statua argentea del santo.